# 2025年ミネソタ州議会議員連続銃撃事件
2025年6月14日午前2時ごろ、警察への通報により、ミネソタ民主農民労働党（DFL）所属のミネソタ州議会上院議員のジョン・ホフマンとその妻は同州チャンプリンの自宅で撃たれたのが分かった。2人は病院に搬送され、手術を受けて一命を取り留めた。約1時間半後の3時35分ごろ、近くのブルックリンパークにある同党所属のミネソタ州議会下院議員・元議長のメリッサ・ホートマンの自宅に行った警察官は警察官に扮装した銃撃犯と遭遇し、銃撃犯は警察官に向けて発砲して逃走した。午前9時45分、ミネソタ州知事のティム・ウォルズはホートマンとその夫が射殺されたと発表した。
2025年6月15日の夜、犯人の男は同州グリーンアイルで逮捕された。彼は複数台の車を所有し、銃撃対象者の名簿も作成したと見られる。